# Подяка за кожен новий ранок
«Подяка за кожен новий ранок», (також — «Дякую за кожний новий ранок») — автобіографічний роман-комедія Галини Павловської, племінниці карпатоукраїнського активіста Степана Клочурака.

## Фабула твору
Головною героїнею роману є Ольга Гакундекова, донька Василя Клочурака молодшого (в романі — Василя Гакундака), вихована вже в чеському середовищі в українсько-чеській родині. Степан Клочурак виступає в романі в епізодичній ролі як головна перешкода в художній кар'єрі героїні — через нього її не прийняли у виш. Дія роману відбувається у Чехії та на Закарпатській Україні. На його основі чеський режисер Мілан Штейндлер зняв однойменний художній кінофільм, в якому ролі гуцулів виконують відомі чеські, словацькі та українські артисти. Сама Галина Павловська у фільмі знімається у ролі Василини — дочки Михайла Клочурака (Гакундака).

## Фільм
Дія фільму розгортається в часи «нормалізації» в 1970-х. Ольга зазнає як жінка перше розчарування в любові і має справу з іншими реаліями життя соціалістичної Чехословаччини (наприклад, з неможливістю поступити в інститут через родича з «поганою біографією» — дядька Степана.
У фільмі у комічній формі подаються етнічні стереотипи стосовно українців-гуцулів.
Фільм здобув такі нагороди: «Чеський лев» за найкращий фільм, за режисерську роботу, за актрису (Івана Хілкова) і за сценарій, а також номінувався на найкращих актора (Францішек Печка) і актрису — (Barbora Hrzánová). На 19 Московському міжнародному кінофестивалі (1995 р.) фільм було відзначено Срібним Георгієм за режисуру.
Прем'єра відбулася 3 листопада 1994 року.